# Combate de Chupaca
La batalla de Chupaca fue un enfrentamiento militar que se supone acaeció el 19 de abril de 1882 en el margen de la guerra del Pacifico, entre un contingente chileno comandado por el coronel Estanislao del Canto contra un gran contingente guerrillero de los pobladores de Chupaca, así como aldeas aledañas. El resultado habría sido un triunfo chileno.

## Antecedentes
Los chilenos desde hace un tiempo habían arribado a sitios cercanos a Chupaca, no obstante, no ingresaron a la misma pese a que los habitantes estaban dispuestos a recibirlos para evitar cualquier conflicto.
Los foráneos pidieron dinero, así como otros recursos para proseguir con los esfuerzos de guerra, que los lugareños aceptaron, dándoles todo lo que pedían desde el 5 de febrero hasta el 10 de abril, día en el que el jefe chileno Canto solicitó a 200 doncellas, condiciones que fueron desoídas, llegando los chupaquinos a cortar los puentes por los que llegaban los mensajeros, por lo que los chilenos decidieron que debían ingresar a la ciudad.
El gobernador de Chupaca Manuel María Flores juntó a los peruanos para preparar la defensa, la cual estaba conformada por Manuel María Flores el nuevo gobernador de Chupaca y 1 de los líderes de la reserva de Molinopata-killishwaman, aurora cuevas esposa de Manuel María Flores, Gerardo Meléndez sub prefecto de Huancayo, Ceferino Aliaga gobernador del distrito de Chongos y 1 de los líderes de la reserva de Wakakancha-Karato, Jacinto Dorregaray jefe de la reserva de Willka Ulu, Pedro Dávila 1 de los jefes de la reserva de Wakakancha-Karato y Cecilio Maravi jefe de la reserva de Milo Alma-Lambaspata-Yauyo.

## La Batalla
En la mañana del 19 de abril llegó el contingente chileno, compuesto por 1200 soldados además de cuatro cañones.
Los primeros en superar el río fueron los jinetes quienes mandaron a sus ingenieros para crear un puente improvisado con cables de alambres; cuando este se completó el resto del ejercito reanudó su marcha mientras que la artillería se posicionó en la colina Mejorada, bombardeando las iglesias de los pueblos de Pillo y las otras del bajío, sobre todo Chupaca.
El mando chileno inició un ataque sobre la ciudad por tres frentes:
El primero situado en lo alto del cerro Viso; el segundo entre este y Molinopata; y el tercero en Lambraspata, Milo Alma y Yauyos.
Los enfrentamientos no demoraron en producirse, durando unas 6 horas hasta que los pocos defensores restantes se retiraron, mientras que la ciudad fue saqueada para posteriormente ser incendiada.

## Consecuencias
La batalla de Chupaca fue de los combate de más duración en toda la campaña de la resistencia de los pueblos del Mantaro.
Pese a la superioridad militar de los chilenos, los locales pudieron infringirles pérdidas considerables, sobre todo a la caballería que casi fue aniquilada, por lo que no hubo una persecución posterior.
Esto se debe en gran medida a que los sitios escogidos para los combates beneficiaron a los peruanos, que contaban en gran medida con armas cuerpo a cuerpo; sin embargo, el resultado acabó siendo desastroso para estos últimos, debido a que, perdieron a casi todos los defensores, a lo que se sumó la destrucción de la ciudad.
El 17 de abril de cada año se escenifica esta batalla, porque el 19 de abril realizan otros eventos en Chupaca.